# Sindrome diarroica da molluschi bivalvi
La sindrome o intossicazione diarroica da molluschi bivalvi (nota anche con l'acronimo DSP, dall'inglese Diarrhetic shellfish poisoning) è una dei quattro tipi conosciuti di avvelenamento umano da molluschi bivalvi (le altre sono l'intossicazione da molluschi paralizzante, l'intossicazione da molluschi neurotossici e la sindrome amnesica da molluschi bivalvi).

## Decorso clinico e sintomatologia
I sintomi dell'intossicazione insorgono mediamente mezz'ora dopo l'ingestione dei molluschi infetti e tendono a perdurare in media per un giorno circa. La sindrome si manifesta con diarrea intensa e violenti dolori addominali. Talvolta sono presenti anche nausea e vomito. La tossina responsabile dei sintomi è l'acido okadaico, che inibisce l'attività delle fosfatasi a livello degli enterociti. Ciò incrementa la permeabilità di tali cellule, causando una forte e profusa diarrea, associata ad un rischio elevato di disidratazione. I sintomi della sindrome generalmente non sono pericolosi per la vita, tanto che non sono stati registrati al mondo casi letali di DSP.